# کوکی میتانی
کوکی میتانی (به ژاپنی: 三谷 幸喜، Kōki Mitani) (زادهٔ ۸ ژوئیهٔ ۱۹۶۱) نمایش‌نامه‌نویس، فیلم‌نامه‌نویس، هنرپیشه و کارگردان اهل ژاپن است.